# Equazione parametrica
In matematica l'equazione parametrica o letterale è un'equazione matematica in cui le variabili (indipendente e dipendente) sono espresse a loro volta in funzione di uno o più parametri.
Un tipico parametro potrebbe essere il tempo (t): esso, in equazioni riguardanti la cinematica, è utilizzato per stabilire la velocità, l'accelerazione e altri aspetti del movimento. Il contrario di equazione parametrica è equazione numerica.

## Descrizione
Una retta e una curva in genere possono essere sempre espressi parametricamente.
Da notare che la parametrizzazione non è mai unica, infatti il parametro (o i parametri) può essere scelto in diversi modi a seconda del tipo di curva, di equazione o in modo da semplificare i calcoli. 
Genericamente un'equazione parametrica si può pensare come una relazione in forma di equazione espressa in funzione di {\displaystyle \mathbb {R} ^{n}} legata a un parametro e a una rappresentazione parametrica.
Per esempio, una generica retta di equazione cartesiana
{\displaystyle ax+by+c=0}
come equazione parametrica può diventare:
{\textstyle {\begin{cases}x=x_{0}+\alpha t\\y=y_{0}+\beta t,\end{cases}}}
e il parametro {\displaystyle t} è dato da: {\displaystyle t={\frac {x-x_{0}}{\alpha }}} ({\displaystyle \alpha =b} e {\displaystyle \beta =-a}).
L'equazione di una parabola, {\displaystyle y=x^{2}} può essere parametrizzata in funzione del parametro {\displaystyle t,} ponendo
{\displaystyle {\begin{cases}x=t\\y=t^{2}.\end{cases}}}
La parametrizzazione di una circonferenza di raggio {\displaystyle r} e centro nell'origine ({\displaystyle x^{2}+y^{2}=r^{2}}) è:
{\displaystyle {\begin{cases}x=r\cos t\\y=r\sin t,\end{cases}}}
Le equazioni parametriche dell'ellisse sono:
{\displaystyle {\begin{cases}x=a\cos t\\y=b\sin t,\end{cases}}}
con {\displaystyle 0\leq t<2\pi } come limiti del parametro.
Alcune forme geometriche sono difficili da descrivere come singole equazioni cartesiane, ma risultano evidenti in forma parametrica, ad esempio:
{\displaystyle {\begin{cases}x=a\cos t\\y=a\sin t\\z=bt,\end{cases}}}
descrive una curva tridimensionale, l'elica, con raggio {\displaystyle a} e passo {\displaystyle 2\pi b} unità per giro. (Le equazioni sono identiche nel piano a quelle della circonferenza.)
Tipiche espressioni parametriche sono:
{\displaystyle r(t)=(x(t),y(t),z(t))=(a\cos t,a\sin t,bt),}
mentre una generica curva parametrica (in funzione di {\displaystyle t}) si può scrivere {\displaystyle \gamma (t)=(\gamma _{1}(t),\ldots ,\gamma _{n}(t))} mettendo in risalto le sue componenti parametriche di parametro {\displaystyle t.} Si ha: {\displaystyle x=\gamma (t)\colon I\rightarrow \mathbb {R} ^{n}.} Con questa notazione è più agevole derivare la funzione che rappresenta la curva e calcolare anche integrali curvilinei e integrali di linea. Poiché in questo modo si può integrare e differenziare queste curve con riguardo ai loro termini, si può, ad esempio, descrivere la velocità di una particella avendo riguardo alla parametrizzazione del percorso:
{\displaystyle v(t)=r'(t)=(x'(t),y'(t),z'(t))=(-a\sin t,a\cos t,b)}
e l'accelerazione come:
{\displaystyle a(t)=r''(t)=(x''(t),y''(t),z''(t))=(-a\cos t,-a\sin t,0).}
Se in generale una curva parametrica (ivi compresa la retta) è una funzione di un parametro indipendente (in genere {\displaystyle t}), per parametrizzare superfici, per esempio nel calcolo vettoriale, si usano funzioni di due parametri, in genere denotati con {\displaystyle (s,t)} o {\displaystyle (u,v)}. In generale per parametrizzare una varietà di dimensione {\displaystyle n} occorrono {\displaystyle n} parametri liberi.
Un esempio di curva parametrica con due parametri è il cilindro con equazioni parametriche:
{\displaystyle r(u,v)=(x(u,v),y(u,v),z(u,v))=(a\cos u,a\sin u,v).}
L'equazione deriva da quella della circonferenza nel piano, e rappresenta un cilindro in {\displaystyle \mathbb {R} ^{3}} Il parametro {\displaystyle z} è fissato arbitrariamente.

## Applicazioni
Un'applicazione delle equazioni parametriche consiste nel dover determinare il valore di un parametro incognito all'interno di un'equazione in modo che le radici dell'equazione stessa soddisfino determinate condizioni.
Per esempio nell'equazione
{\displaystyle kx+1=0}
si determini il valore di {\displaystyle k} affinché l'equazione risulti impossibile. La soluzione dell'equazione è
{\displaystyle x={\frac {-1}{k}}}
perciò affinché risulti impossibile deve essere {\displaystyle k=0.}
Meno immediato è il procedimento per un'equazione di 2º grado, nella quale solitamente si deve determinare il valore del parametro note alcune relazioni tra le due radici dell'equazione ({\displaystyle x_{1}} e {\displaystyle x_{2}}). Per fare ciò si utilizzano alcune proprietà delle equazioni di secondo grado, cioè, detta
{\displaystyle ax^{2}+bx+c=0}
l'equazione, e {\displaystyle x_{1}} e {\displaystyle x_{2}} le sue due soluzioni, si ha:
{\displaystyle {\begin{aligned}b^{2}-4ac&=0\longrightarrow x_{1}=x_{2}\\b^{2}-4ac&\neq 0\longrightarrow x_{1}\neq x_{2}\\b&=0\longrightarrow x_{1}=-x_{2}\\c&=0\longrightarrow x_{1}=0\\x_{1}+x_{2}&=-{b \over a}\\x_{1}\cdot x_{2}&={c \over a}\end{aligned}}}
Nel caso stesse lavorando nel campo dei numeri reali, ci si deve ricordare che non è mai accettabile che il discriminante sia minore di zero.
Per esempio nell'equazione
{\displaystyle x^{2}-6x+(k-2)=0}
determinare {\displaystyle k} in modo che:
1) Le radici siano distinte
quindi per la seconda proprietà:
{\displaystyle b^{2}-4ac\neq 0}
{\displaystyle 6^{2}-4(k-2)\neq 0}
{\displaystyle k\neq 11.}
2) Il prodotto delle radici sia −16
quindi per la quarta proprietà:
{\displaystyle x_{1}\cdot x_{2}=-16}
{\displaystyle {c \over a}=-16}
{\displaystyle (k-2)=-16}
{\displaystyle k=-14\,.}

## Formule di Waring
Quando le relazioni note tra le radici non sono del tipo
{\displaystyle x_{1}+x_{2}=y,}
{\displaystyle x_{1}x_{2}=y,}
si deve tentare di portare le relazioni note sotto forma di somma o prodotto di radici. A questo scopo vengono spesso utilizzate le cosiddette formule di Waring.
Per esempio, nel caso sapessimo che:
{\displaystyle x_{1}^{2}+x_{2}^{2}=y,}
la formula si può sostituire con
{\displaystyle (x_{1}+x_{2})^{2}-2x_{1}x_{2}=y}
è facile verificare che le due sono equivalenti, però nella seconda è possibile sostituire i coefficienti dell'equazione parametrica che stiamo risolvendo:
{\displaystyle +\left({b^{2} \over a^{2}}\right)-2{c \over a}=y}
per poi sostituire ad {\displaystyle a,} {\displaystyle b} e {\displaystyle c} i valori presenti nell'equazione.
Queste trasformazioni sono indispensabili per la risoluzione dell'equazione parametrica; eccone alcune, tre le più usate:
{\displaystyle x_{1}^{2}+x_{2}^{2}=(x_{1}+x_{2})^{2}-2x_{1}x_{2}=s^{2}-2p;}
{\displaystyle x_{1}^{3}+x_{2}^{3}=(x_{1}+x_{2})^{3}-3x_{1}x_{2}(x_{1}+x_{2})=s^{3}-3ps;}
{\displaystyle \left({1 \over x_{1}}-{1 \over x_{2}}\right)={(x_{2}-x_{1}) \over (x_{1}x_{2})};}
{\displaystyle \left({1 \over x_{1}}+{1 \over x_{2}}\right)={(x_{1}+x_{2}) \over (x_{1}x_{2})};}
{\displaystyle {1 \over x_{1}^{2}}+{1 \over x_{2}^{2}}={[(x_{1}+x_{2})^{2}-2(x_{1}x_{2})] \over (x_{1}x_{2})^{2}};}
{\displaystyle {1 \over x_{1}}+x_{2}={(x_{1}x_{2}+1) \over x_{1}}.}

## Metodo generale
Nel caso non sia possibile applicare le formule di Waring o non sia intuitivo, si può ricorrere - senza formule difficili da ricordare e senza dover risolvere l'equazione - al metodo generale, che consiste nei seguenti passi:
1. si calcolano la somma s e il prodotto p delle soluzioni dell'equazione;
2. si mettono a sistema la somma e il prodotto con l'equazione della condizione;
3. si risolve il sistema di tre equazioni in tre incognite ({\displaystyle x_{1},x_{2}} e {\displaystyle k}) così ottenuto, trovando così i valori del parametro e, se richiesto, delle soluzioni.